# Маццола, Филиппо
Филиппо Маццола (итал. Filippo Mazzola; 1460, Парма, Эмилия-Романья — 1505, Парма) — итальянский живописец периода кватроченто (раннего Возрождения) эмилианской школы.

## Биография
Он родился в Парме, Эмилия-Романья, в семье Бартоломео Маццолы, учился живописи у Франческо Таккони из Кремоны. Работал в основном в районе между Пармой и Пьяченцей. Имеются свидетельства о поездке Филиппо в Венецию, куда он, как полагают, отправился изучать картины знаменитых живописцев венецианской школы: Паоло Венециано, Альвизе Виварини, ранние произведения Джентиле и Джованни Беллини
Его самое известное произведение — алтарный полиптих, состоящий из восьми панелей и четырёх медальонов, сохранившийся в базилике Санта-Мария-делле-Грацие в Кортемаджоре (Эмилия-Романья). Художник преждевременно скончался в возрасте около сорока пяти лет, во время эпидемии чумы.
Сын и ученик Филиппо Маццолы — знаменитый живописец Джироламо Франческо Мария Маццола, более известный под прозванием Пармиджани́но.

## Галерея

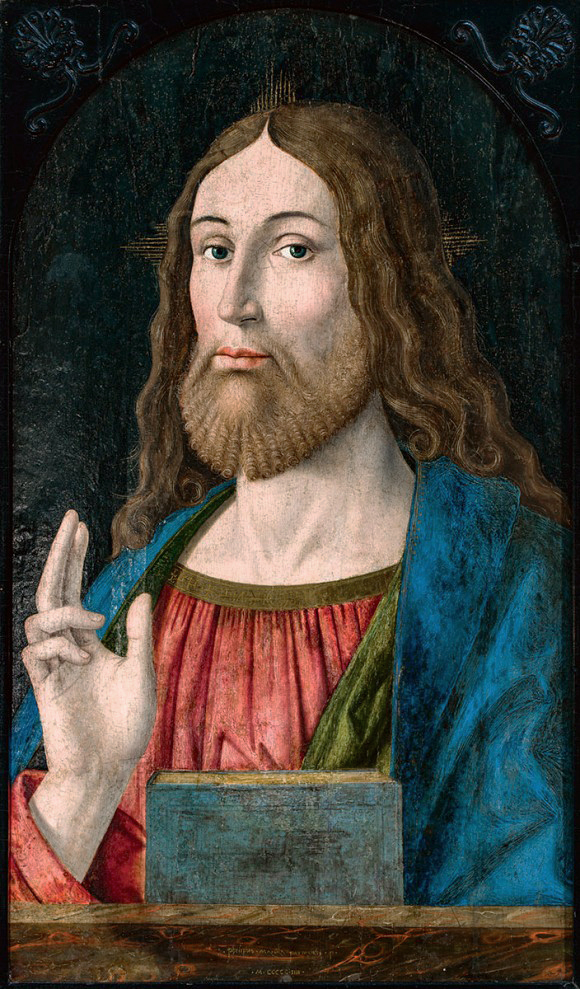
Христос благословляющий. 1504. Дерево, темпера. Национальный музей, Познань
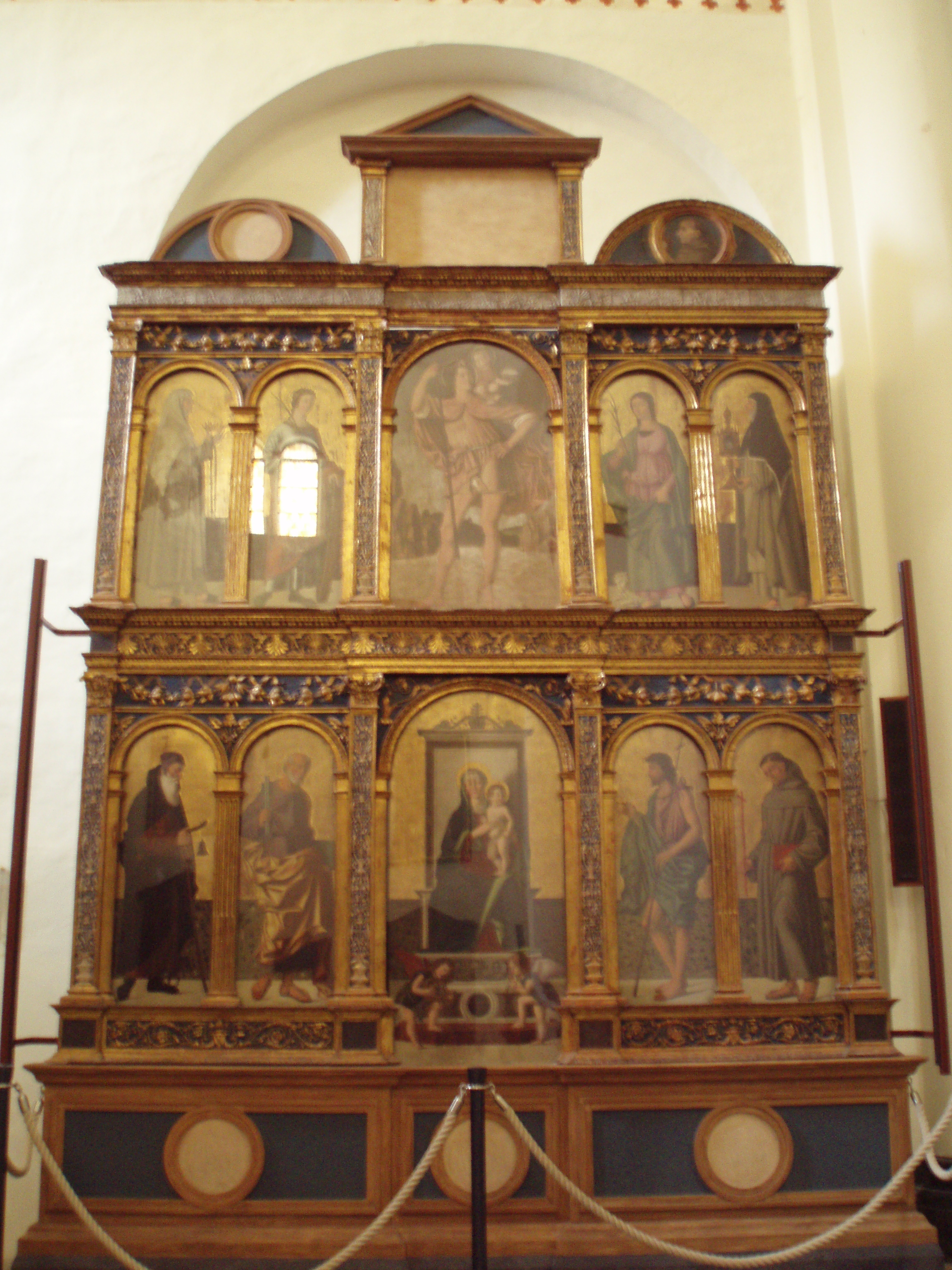
«Полиптих Маццола». Коллегиальная церковь Кортемаджоре, Эмилия-Романья
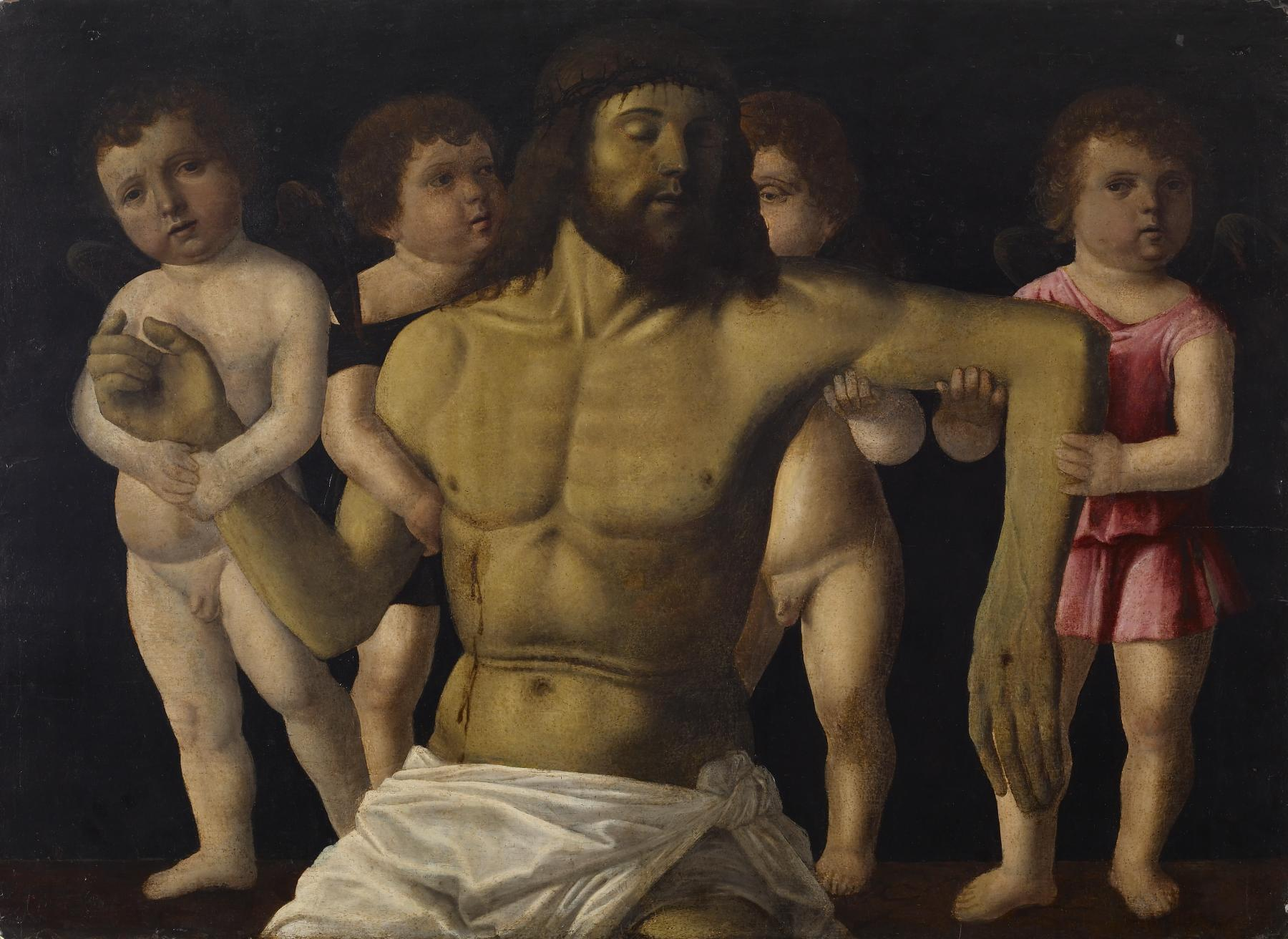
Мёртвый Христос, поддерживаемый ангелами. Между 1491 и 1504. Дерево, темпера. Художественный музей Уолтерса, Балтимор, США
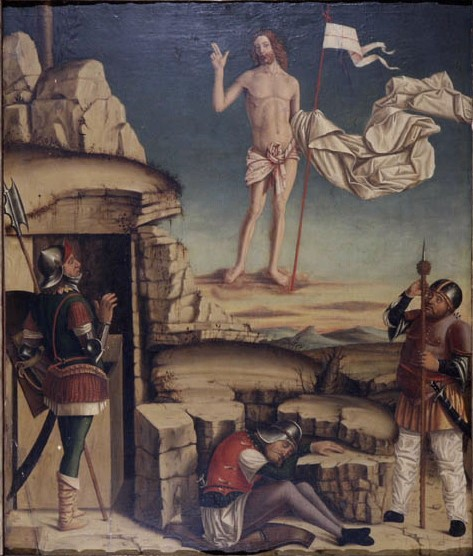
Воскресение. 1497. Дерево, темпера. Музей изящных искусств, Страсбург
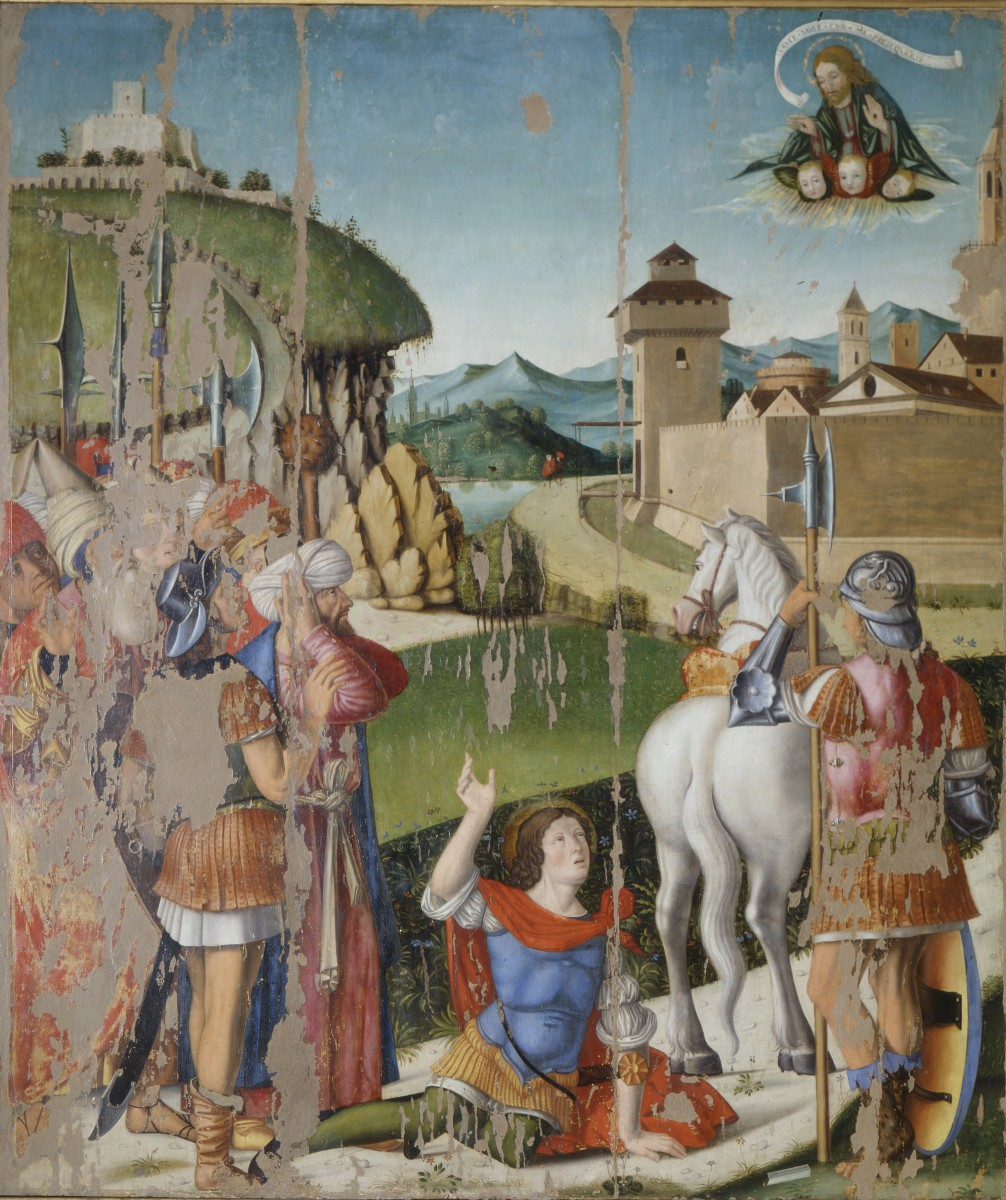
Обращение святого Павла. 1504. Дерево, масло. Национальная галерея, Парма
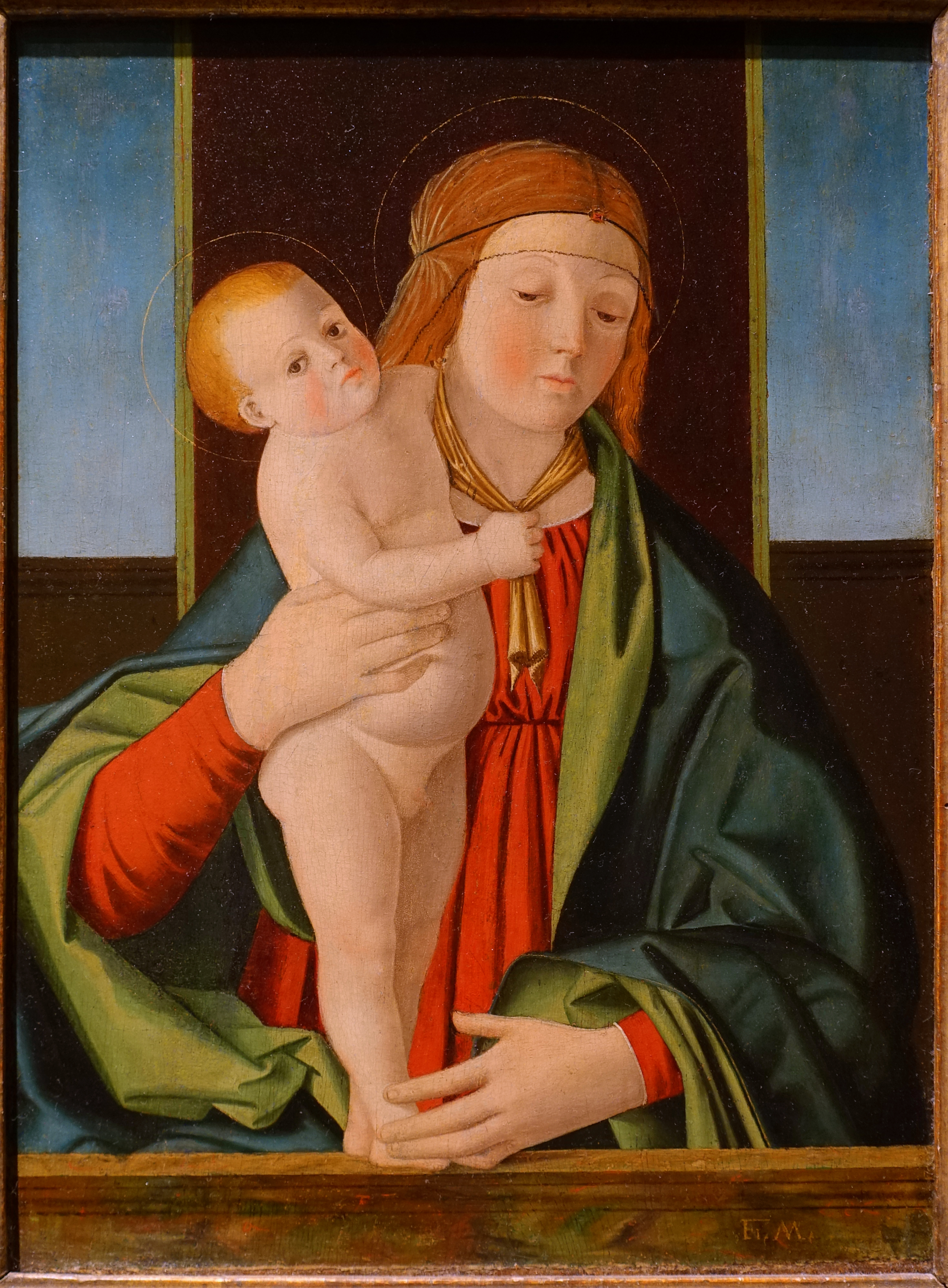
Maдонна с Младенцем. Ок. 1490. Дерево, масло. Художественный музей Джона и Мейбл Ринглинг, Сарасота, Флорида, США
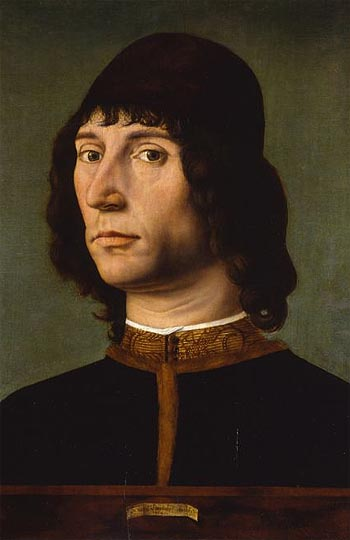
Мужской портрет. 1468. Дерево, масло. Лаго-Маджоре, собрание Борромео